# 守護領国制
守護領国制（しゅごりょうごくせい）とは、室町時代の守護大名による一円的な領国支配体制を指す歴史概念。

## 概要
室町期の守護は、当初（14世紀中葉）、幕府から数年ごとに補任されており、守護職の交替は比較的頻繁に行われていた。しかし、14世紀末ごろになると、一定の氏族がその国の守護職を相伝（世襲）するという守護職の固定化が見られるようになっていた。さらに同時期までに、守護職には大犯三ヶ条の検断権、刈田狼藉の検断権、使節遵行権、半済給付権、闕所地給付権、段銭・棟別銭の徴収権など、軍事・警察的職権から経済的利得権まで広範な権能が付与されるようになった。大犯三ヶ条と大番役などの軍事・警察的職権に限定されていた鎌倉期守護と比べて、室町期守護の権能は非常に拡大しており、両者を区別するために室町期守護を特に守護大名という。
以上のように、守護職の固定化および権能の大幅な拡大を背景として、室町期守護は、領国内の在地領主（国人）、土地、人民（百姓など）に対する一円支配（一元的な支配）を強化していった。

## 荘園公領支配
守護は、半済給付権や段銭徴収権などを根拠として、領国内の荘園・国衙領へ侵出していった。14世紀末の応安の半済令では、土地自体を半分割して接収する権利が、守護に与えられた。また、荘園領主・国司と請負契約を結び、収入の中から領主・国司へ年貢納入する一方で、実質的に荘園・国衙領を支配していく守護請（しゅごうけ）も行われるようになった。これらによって守護は、各地の荘園・国衙領の下地進止権（土地支配権）を主張し、獲得していく。しかし、こうした守護の動向は、荘園領主の利害と真正面から対立したため、荘園領主の中には朝廷や幕府へ働きかけて守護不入権（守護またはその使節が荘園内に立ち入ることを禁ずる権利）を獲得し、守護と対抗する者も現れた。

## 国衙支配
守護は、それまで国司が管轄していた国衙行政・国衙領支配にも侵出していき、国衙の在庁官人を被官（家臣）とする（これを被官化という）と同時に、国衙領と在庁官人の所領を支配下に入れ、自らの直轄地 - 守護領（しゅごりょう）を形成していった。守護による国衙支配は、特に東国で顕著であり、15世紀初頭までに守護による国衙掌握がほぼ完了していた。一方、西国では国衙領に権利を有する皇室・公家・寺社の影響が依然として強く、守護の国衙介入はさほど進展していなかったが、15世紀に入ると、徐々に守護請の実施や在庁官人の被官化を通じて、守護による国衙の実効支配が進んでいった。こうして、律令制以来の国司の職権は、室町期において名実ともに消滅したのである。
国衙を掌握した守護は、国衙行政の基礎資料である大田文による領国支配を行うようになる。大田文には、国内の国衙領（公田）・一部荘園の詳細が記録されており、守護は大田文に基づいて、国衙領・荘園への支配を強化することが可能となり、ひいては荘園公領制の解体・崩壊が一層進んでいくこととなった。

## 国人支配
室町期当時、鎌倉期の地頭を出自とする武士層などの在地領主層を国人と呼んでいた。守護は、前述の在庁官人を含む領国内の国人層を被官化し、自らの統制下へ置こうとした。守護の被官となった国人は多く、これらは守護の家臣団を形成していったが、一方では独自性を保つために、在地の農業経営に専念する名主層や百姓らと連携して、国人一揆を結成する国人層も少なくなかった。特に畿内では国人の独立志向が非常に高く、山城や丹波などで、守護（細川氏）が数十年をかけても国人層の被官化を達成できない事例も見られた。
被官化は、守護が被官国人らへ所領や徴税権などを給与することで行われた。国人らは本領とは別に守護から給分田を与えられていたのである。被官国人らへの軍役について見ると、本領分・給分ごとに課せられた例も散見され、国人支配がまだ一元化していなかったことを表す。
ほとんどの守護は、幕府の枢要メンバーとして京都もしくは鎌倉に常住しており、実際の領国経営は、直属家臣や国人層から選んだ守護代に任せていた。15世紀後期、応仁の乱から明応の政変にかけて、幕府の支配体制が流動化していくと、守護代や有力国人が守護に代わって、領国支配の実権を握る例も見られるようになった。

## 人民支配
守護の人民支配は、段銭・棟別銭や守護役などの課役を国内一律に賦課することによって行われた。段銭・棟別銭とは、元来、朝廷・幕府が臨時経費の調達のため、守護に命じて国内に均一に賦課する租税だったが、後に守護が独自で賦課する守護段銭へ変質した。また守護役とは、守護が独自に領内の百姓らへ賦課した各種課役であり、多くは夫役（労働課役）の形態を取った。守護役は、村落を単位として賦課されることが多かった。
室町期の人民は、国人層では国人一揆（国人領主連合）などの、村落の百姓らでは惣村・郷村などの結合形態をとっていたが、いずれも守護の支配を受けていた反面、その独立性をある程度、守護から認められてもいた。守護領国制における人民支配は必ずしも強固なものではなかったが、時代を追うごとに人民支配は深化していった。

## 大名領国制への変質
守護領国制は、それまでの武家の支配体制に比べると、一円的な支配を進めたという点で画期的だったが、上述したように必ずしも国人層・百姓層などを厳格に支配していたわけではなかった。しかし、15世紀末から社会体制の流動化が顕著になると、より強固な支配体制を領国に布く必要が生じた。こうした変化に対応できた守護もしくは守護を放伐した守護代・国人らは、守護不入権などを否認して強力かつ一元的に領国を支配する戦国大名へと成長し、変化に対応できなかった守護は没落した。戦国大名が登場すると、守護大名の存在を前提とした守護領国制も変質し、守護領国制は事実上解体されて、大名領国制と呼ばれる体制へ移行した。